# 甘江河
甘江河，位于河南省中部，是澧河右岸支流。原为古代汝水支流，潕水之上源。今甘江河发源于方城县北部杨集乡花沟村西，南流至二郎庙乡马道村折向东，东流至杨楼乡簿店村北转向东北流，注入叶县燕山水库，出库后东北流经叶县南部，继而沿叶县和舞阳县边界，至舞阳县保和乡上澧河店村注入澧河。全长98.7公里，流域面积1280平方公里。流域内多年平均年降水量935毫米，年内降水量不均，且多暴雨，易发生水、旱、蝗灾害。